# 라우라 폰테
라우라 폰테(Laura Ponte, 1973년 6월 9일 ~ )는 스페인의 모델이다.